# Delschyler
Delschyler (ukrainisch Дельжилер; russisch Дельжилер Delschiler, rumänisch Deljiler) ist ein im Budschak gelegenes Dorf in der ukrainischen Oblast Odessa mit etwa 4000 Einwohnern (2001).

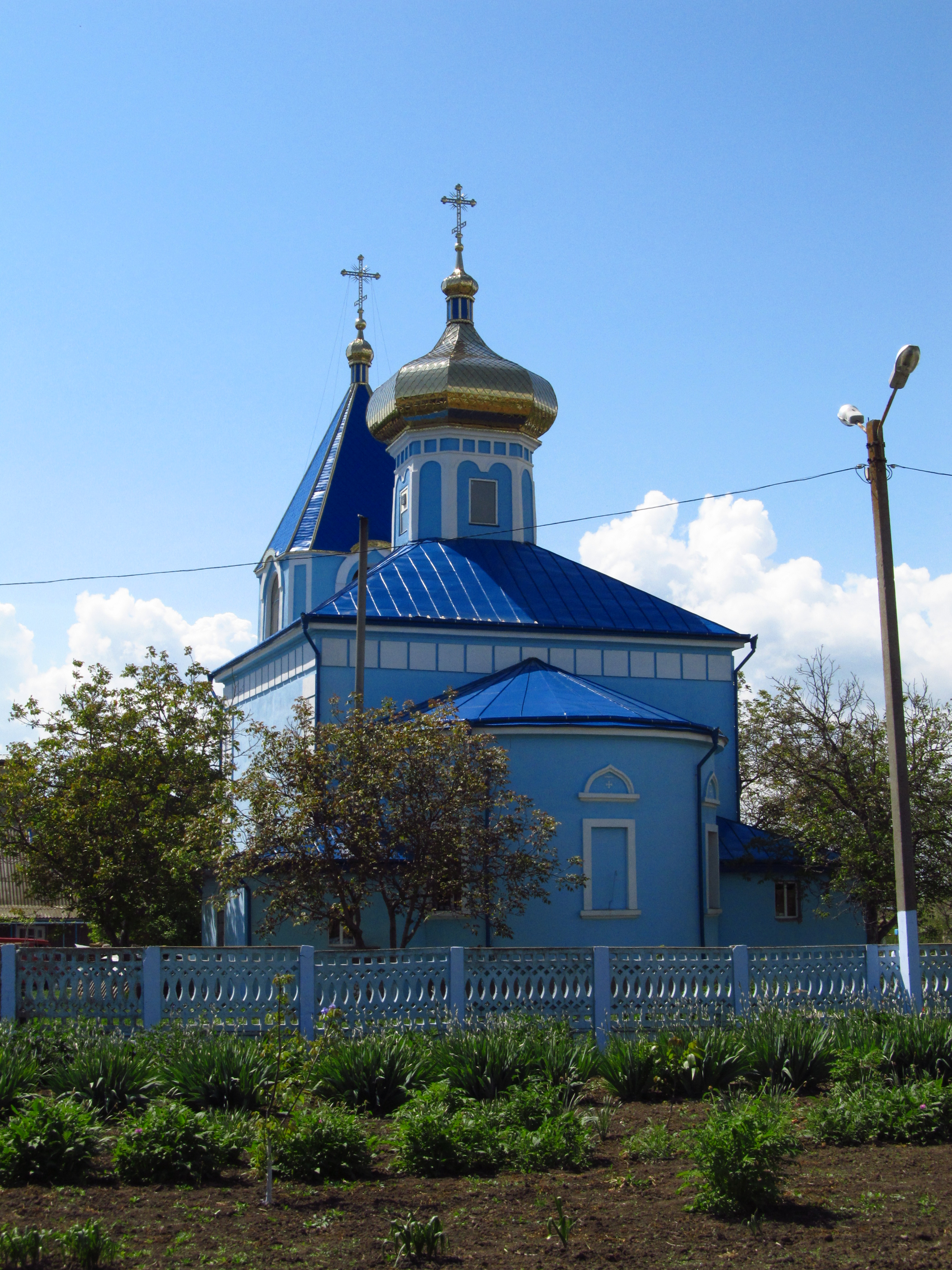
St.-Georg-Kirche in Delschyler

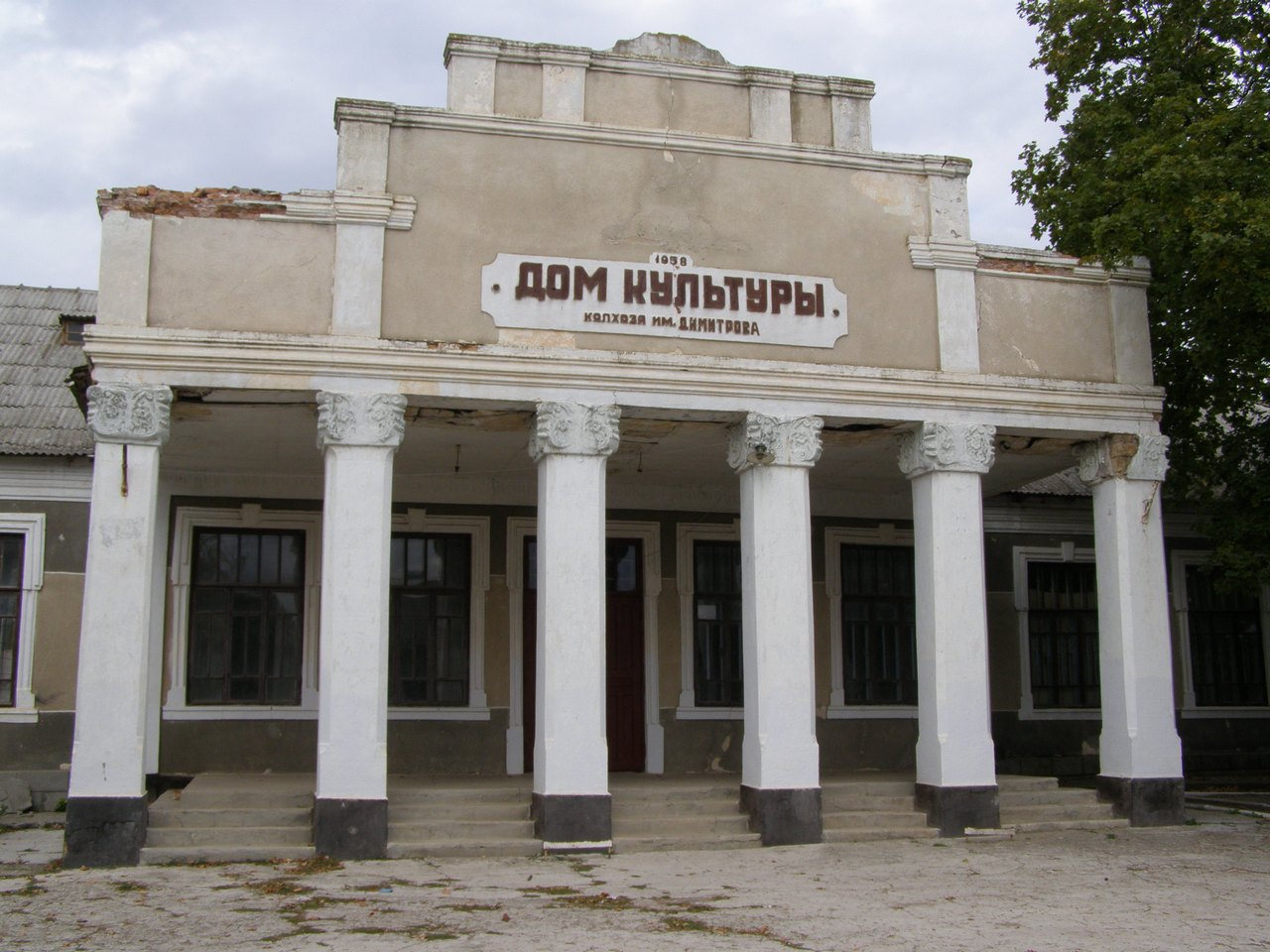
Haus der Kultur in der Ortschaft

Die Ortschaft liegt 11 km westlich vom ehemaligen Rajonzentrum Tatarbunary und etwa 150 km südwestlich vom Oblastzentrum Odessa.

## Geschichte
Seitdem das Dorf 1828 gegründet wurde, teilt es die Geschichte der im Süden Bessarabiens gelegenen Landschaft Budschak. Diese wurde nach dem Frieden von Bukarest 1812 Teil des Gouvernement Bessarabien innerhalb des Russischen Kaiserreichs. Im Zuge der Wirren während der Oktoberrevolution verlor Russland Bessarabien, das sich 1917 zur Demokratischen Moldauischen Republik erklärte und im gleichen Jahr freiwillig an das Königreich Rumänien anschloss. Nach der Besetzung Bessarabiens 1940 durch die Sowjetunion lag das Dorf im Rajon Bolhrad der Oblast Akkerman (ab dem 7. August 1940 Oblast Ismajil) in der Ukrainischen SSR. Zu Beginn des Deutsch-Sowjetischen Krieges kam das Dorf 1941 erneut an Rumänien. Nachdem die Rote Armee Bessarabien 1944 zurückerobert hatte, lag das Dorf wieder in der ukrainischen Oblast Ismajil, die 1954 in der Oblast Odessa aufging. 1991 wurde die Ortschaft Teil der unabhängigen Ukraine.
Zwischen 1940 und 2016 hieß das Dorf Dmytriwka (Дмитрівка).
Am 12. Juni 2020 wurde das Dorf ein Teil der Stadtgemeinde Tatarbunary; bis dahin bildete es zusammen mit dem Dorf Nowa Oleksijiwka (Нова Олексіївка) die Landratsgemeinde Dmytriwka (Дмитрівська сільська рада/Dmytriwska silska rada) im Westen des Rajons Tatarbunary.
Seit dem 17. Juli 2020 ist sie ein Teil des Rajons Bilhorod-Dnistrowskyj.